# Dendrogaster asterinae
Dendrogaster asterinae is een kreeftachtigensoort uit de familie van de Dendrogastridae. De wetenschappelijke naam van de soort is voor het eerst geldig gepubliceerd in 1971 door Achituv.